# Gnóma
A görög eredetű gnóma (latinul: sententia) egy irodalmi, azon belül költészeti műfaj. Olyan mondás, amely egy-egy tapasztalati igazságot vagy életelvet velős rövidséggel fejez ki.
Belső alkatát hol egy hasonlat, kép, példa, hol egy ellentét adja meg; külső formája vers vagy lapidáris próza. A verses gnóma fogalma összeesik a didaktikus gnómáéval; a xéniától az különbözteti meg, hogy nem alkalmi vonatkozású, hanem általános tartalmú. Mind általános tartalmánál, mind könnyen megjegyezhető formájánál fogva arra való, hogy közkinccsé váljon. A közmondások is megannyi gnómáknak tekinthetők; eredetük azonban ismeretlen. Mint általában a didaxis, úgy a gnómaköltés iránt némely népnél különös hajlam mutatkozott. Igy az úgynevezett keleti népek, azaz a héberek, arabok, perzsák, hinduk, kínaiak irodalma igen gazdag gnómákban, de északon is, az ősi germán költészet nagyon szerette alliterációba a gondolati poézis ez apró termékeit foglalni. Általában az írás feltalálása előtt a civilizátorok: papok, bölcsek, államvezetők gyakran foglalták gnómákba tételeiket, törvényeiket, hogy emlékezetben maradásukat biztosítsák. Kiváló fontossága volt a gnómáknak a görög nép szellemi történetében és Lükurgosztól Drakón, Szolón koráig rendes eljárása volt a törvényhozóknak, hogy az ifjúság elméjébe verses gnómák által vésték az alkotmány sarktételeit. Hasonlóképpen erkölcsi tételeket, életigazságokat is ezen az úton terjesztettek egyes filozófusok a nép közt (ld. a hét bölcs). Mint költői formát a megarai Theognisz képezte ki s emelte legmagasabb fokára. A rómaiaknál Cato neve alatt ismert szentenciagyüjtemény és Publilius Syrus jeles mondásai nevezetesek.
Prózai gnómákat Magyarországon Eötvös József Gondolatai között vannak nagy számmal; ezeket azonban, az összefüggő előadással ellentétben, inkább aforizmáknak nevezik.